# Xenocytaea triramosa
Xenocytaea triramosa là một loài nhện trong họ Salticidae.
Loài này thuộc chi Xenocytaea. Xenocytaea triramosa được Berry, Joseph A miêu tả năm 1998. Beatty & Jerzy Prószyński.